# Jaam-e Jam (periódico)

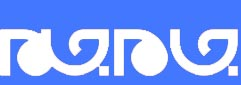
Logotipo de Jaam-e Jam

Jamejam es un periódico iraní, que publicó su primera edición el 10 de octubre de 2002 y se edita en idioma persa. Es publicado por la Radiotelevisión de la República Islámica de Irán, con una marcada tendencia conservadora. El periódico posee una alta circulación y es mencionado como el periódico con la mayor difusión nacional.
Uno de sus suplementos se llama Panorama, el cual es el principal semanario en inglés distribuido en Irán.